# Yendi
Yendi es una ciudad de la región Norte de Ghana. En septiembre de 2010 tenía una población censada de 51 727 habitantes.
Se encuentra ubicada cerca de los ríos Volta Negro y Blanco, al norte de Acra —la capital del país— y del golfo de Guinea.